# Emi Fujino
Pour les articles homonymes, voir Fujino.
Emi Fujino (藤野 恵実, Fujino Emi), née le 17 novembre 1980 dans la préfecture d'Aichi au Japon, est une pratiquante japonaise d'arts martiaux mixtes (MMA).

## Palmarès en arts martiaux mixtes
| 40 combats     | 26 victoires | 13 défaites |
| Par KO         | 1            | 3           |
| Par soumission | 10           | 0           |
| Sur décision   | 15           | 10          |
| Sans décision  | 1            | 1           |

| Résultat      | Record    | Adversaire          | Méthode                                          | Événement                                                    | Date              | Round | Temps | Lieu                          | Notes                                                              |
| ------------- | --------- | ------------------- | ------------------------------------------------ | ------------------------------------------------------------ | ----------------- | ----- | ----- | ----------------------------- | ------------------------------------------------------------------ |
| Victoire      | 26–13 (1) | Ayaka Watanabe      | Décision unanime                                 | Pancrase - 28th Neo-Blood Tournament Finals                  | 10 octobre 2022   | 3     | 5:00  | Tokyo, Japon                  |                                                                    |
| Défaite       | 25–13 (1) | Karen               | TKO (coupure)                                    | Pancrase - 326                                               | 21 mars 2022      | 4     | 3:18  | Tokyo, Japon                  |                                                                    |
| Défaite       | 25–12 (1) | Ayaka Hamasaki      | Décision unanime                                 | Rizin FF - Rizin 30                                          | 19 septembre 2021 | 3     | 5:00  | Saitama, Japon                |                                                                    |
| Victoire      | 25–11 (1) | Hyun Ji Jang        | Soumission (étranglement arrière)                | Pancrase - 311                                               | 11 décembre 2019  | 3     | 3:20  | Tokyo, Japon                  |                                                                    |
| Victoire      | 24–11 (1) | Edna Oliveira Ajala | TKO (blessure au poignet)                        | Pancrase - 308                                               | 29 septembre 2019 | 2     | 5:00  | Tokyo, Japon                  |                                                                    |
| Victoire      | 23–11 (1) | Kseniia Guseva      | Décision unanime                                 | Pancrase - 304                                               | 14 avril 2019     | 3     | 5:00  | Tokyo, Japon                  |                                                                    |
| Défaite       | 22–11 (1) | Viviane Araujo      | TKO (arrêt du médecin)                           | Pancrase 298 - Araujo vs. Fujino                             | 5 août 2018       | 3     | 0:19  | Tokyo, Japon                  |                                                                    |
| Victoire      | 22–10 (1) | Sharon Jacobson     | Décision unanime                                 | Pancrase 296 - Ueda vs. Silva                                | 20 mai 2018       | 3     | 5:00  | Tokyo, Japon                  |                                                                    |
| Victoire      | 21–10 (1) | Aline Sattelmayer   | Décision unanime                                 | Road Fighting Championship 44                                | 11 novembre 2017  | 2     | 5:00  | Shijiazhuang, Hebei, Chine    |                                                                    |
| Victoire      | 20–10 (1) | Hyun Ju Baek        | Soumission (étranglement arrière)                | Deep - 79 Impact                                             | 16 septembre 2017 | 1     | 1:50  | Tokyo, Japon                  |                                                                    |
| Victoire      | 19–10 (1) | Natalia Denisova    | Soumission (étranglement arrière)                | Road Fighting Championship 37                                | 11 mars 2017      | 2     | 1:25  | Séoul, Corée du Sud           |                                                                    |
| Sans décision | 18–10 (1) | Xiaonan Yan         | No contest (Fujino coupée par un choc des têtes) | Road Fighting Championship 34                                | 19 novembre 2016  | 1     | 2:48  | Shijiazhuang, Hebei, Chine    |                                                                    |
| Défaite       | 18–10     | Weili Zhang         | TKO (arrêt du médecin)                           | Rebels / KF - Rebels 45 / Kunlun Fight 49                    | 7 août 2016       | 2     | 2:51  | Tokyo, Japon                  |                                                                    |
| Victoire      | 18–9      | Yoon Ha Hong        | Soumission technique (étranglement arrière)      | Road Fighting Championship 31                                | 14 mai 2016       | 1     | 0:47  | Séoul, Corée du Sud           |                                                                    |
| Victoire      | 17–9      | Nori Date           | Décision unanime                                 | Deep: Jewels 10                                              | 23 novembre 2015  | 3     | 5:00  | Tokyo, Japon                  |                                                                    |
| Défaite       | 16–9      | Mizuki Inoue        | Décision unanime                                 | Deep: Jewels 9                                               | 29 août 2015      | 3     | 5:00  | Tokyo, Japon                  | Pour le titre Deep Jewels des poids pailles.                       |
| Victoire      | 16–8      | Jeong Eun Park      | Décision majoritaire                             | ROAD FC: 023                                                 | 2 mai 2015        | 2     | 5:00  | Séoul, Corée du Sud           |                                                                    |
| Victoire      | 15–8      | Emi Tomimatsu       | Décision unanime                                 | Deep: Dream Impact 2014 - Omisoka Special                    | 31 décembre 2014  | 3     | 5:00  | Saitama, Saitama, Japon       |                                                                    |
| Victoire      | 14–8      | Ayaka Miura         | Décision unanime                                 | Deep: Jewels 6                                               | 3 novembre 2014   | 3     | 5:00  | Tokyo, Japon                  |                                                                    |
| Défaite       | 13–8      | Jessica Aguilar     | Décision unanime                                 | World Series of Fighting 10: Branch vs. Taylor               | 21 juin 2014      | 5     | 5:00  | Las Vegas, Nevada, États-Unis | Pour le titre féminin World Series of Fight des poids pailles.     |
| Défaite       | 13–7      | Mizuki Inoue        | Décision unanime                                 | Deep: Jewels 2                                               | 4 novembre 2013   | 2     | 5:00  | Tokyo, Japon                  | Demi finale du Grand Prix Deep Jewels des poids légers.            |
| Victoire      | 13–6      | Hyo Kyung Song      | Soumission (étranglement arrière)                | Deep: Jewels 1                                               | 31 août 2013      | 2     | 3:34  | Tokyo, Japon                  |                                                                    |
| Victoire      | 12–6      | Amber Brown         | Soumission (neck crank)                          | Pancrase: 247                                                | 19 mai 2013       | 2     | 4:18  | Tokyo, Japon                  |                                                                    |
| Défaite       | 11–6      | Ayaka Hamasaki      | Décision unanime                                 | Jewels: 22nd Ring                                            | 15 décembre 2012  | 3     | 5:00  | Tokyo, Japon                  | Pour le titre Jewels Queen tournament poids légers 105 lb (48 kg). |
| Victoire      | 11–5      | Mika Nagano         | Décision unanime                                 | Jewels 18th Ring                                             | 3 mars 2012       | 2     | 5:00  | Tokyo, Japon                  |                                                                    |
| Victoire      | 10–5      | Celine Haga         | Décision unanime                                 | Jewels: 17th Ring                                            | 17 décembre 2011  | 2     | 5:00  | Tokyo, Japon                  |                                                                    |
| Défaite       | 9–5       | Megumi Fujii        | Décision unanime                                 | SRC: Soul of Fight                                           | 30 décembre 2010  | 3     | 5:00  | Tokyo, Japon                  |                                                                    |
| Victoire      | 9–4       | Anna Saito          | Soumission technique (étranglement arrière)      | Valkyrie: 08                                                 | 28 novembre 2010  | 1     | 0:28  | Tokyo, Japon                  |                                                                    |
| Défaite       | 8–4       | Kyoko Takabayashi   | Décision majoritaire                             | Valkyrie: 05                                                 | 11 avril 2010     | 3     | 3:00  | Tokyo, Japon                  |                                                                    |
| Défaite       | 8–3       | Mei Yamaguchi       | Décision unanime                                 | Valkyrie: 02                                                 | 25 avril 2009     | 3     | 3:00  | Tokyo, Japon                  |                                                                    |
| Défaite       | 8–2       | Tomomi Sunaba       | Décision unanime                                 | Valkyrie: 01                                                 | 8 novembre 2008   | 3     | 3:00  | Tokyo, Japon                  |                                                                    |
| Défaite       | 8–1       | Megumi Yabushita    | Décision unanime                                 | GCM: Demolition 080721                                       | 21 juillet 2008   | 3     | 3:00  | Tokyo, Japon                  |                                                                    |
| Victoire      | 8–0       | Mei Yamaguchi       | Décision partagée                                | Smackgirl: Starting Over                                     | 26 décembre 2007  | 2     | 5:00  | Tokyo, Japon                  |                                                                    |
| Victoire      | 7–0       | Yuko Yamazaki       | Décision unanime                                 | GCM: Cage Force EX Eastern Bound                             | 11 novembre 2007  | 2     | 5:00  | Tokyo, Japon                  |                                                                    |
| Victoire      | 6–0       | Yukiko Seki         | Décision unanime                                 | Smackgirl 2007: Queens' Hottest Summer                       | 6 septembre 2007  | 2     | 5:00  | Tokyo, Japon                  |                                                                    |
| Victoire      | 5–0       | Anna Saito          | Soumission (étranglement arrière)                | K: GRACE 1                                                   | 27 mai 2007       | 1     | 2:06  | Tokyo, Japon                  |                                                                    |
| Victoire      | 4–0       | Madoka Okada        | Soumission (straight armbar)                     | Smackgirl 2007: Will The Queen Paint The Shinjuku Skies Red? | 11 mars 2007      | 1     | 2:34  | Tokyo, Japon                  |                                                                    |
| Victoire      | 3–0       | Mai Ichii           | Décision unanime                                 | Smackgirl: Legend of Extreme Women                           | 29 novembre 2006  | 2     | 5:00  | Tokyo, Japon                  |                                                                    |
| Victoire      | 2–0       | Eri Takahashi       | Soumission (clé de bras)                         | GCM: Cross Section 1                                         | 18 avril 2004     | 2     | 1:56  | Tokyo, Japon                  |                                                                    |
| Victoire      | 1–0       | Seri Saito          | Décision unanime                                 | Smackgirl: F7                                                | 20 mars 2004      | 2     | 5:00  | Tokyo, Japon                  |                                                                    |